# Cerro Sillajhuay
El Sillajhuay —también conocido como Sillajguay, Alto Toroni o a veces Candelaria — es un volcán ubicado en la frontera entre Chile y Bolivia. Es parte de una cadena volcánica que se extiende a través del límite entre ambos países y forma un macizo que está parcialmente cubierto de hielo. Es discutible si este hielo debe considerarse un glaciar, pero en las últimas décadas ha ido retrocediendo.
El volcán se desarrolló sobre ignimbritas antiguas y estuvo activo durante el último millón de años. Sin embargo, no ha tenido erupciones recientes considerando la fuerte erosión glacial de la montaña y las amplias modificaciones periglaciares. La actividad no eruptiva sí se ha mantenido, lo que se manifiesta a través de deformaciones superficiales y actividad sísmica.

## Toponimia
El topónimo «Sillajhuay» tendría origen aimara y significaría «sillón del diablo», aunque el vocablo silla también podría provenir del atacameño sila (llama).

## Geografía y geomorfología
El Sillajhuay está ubicado en la cordillera de los Andes, en el límite fronterizo entre Chile y Bolivia (comunas de Pica y Colchane, Región de Tarapacá), aunque solo una pequeña porción hacia el este se encuentra en Bolivia. Se localiza en un sector poco habitado: los pueblos de Cancosa y Villablanca están a 16 kilómetros (10 mi) al sudeste y 18 km (11,2 mi) al noroeste, respectivamente, mientras una carretera se ubica al oeste.
Durante el Holoceno, alrededor de 50 volcanes diferentes y estructuras geotérmicas han estado activos en los Andes centrales, con registro de terremotos en Guallatiri, Irruputuncu, Isluga, Lascar, Olca, Parinacota y Putana. La mayoría de los volcanes de la Zona Volcánica Central (ZVC) están relativamente poco estudiados y muchos superan los 5000 metros (16 404 pies) de altitud. Algunos de estos, como el Misti, Lascar, San Pedro y Ubinas han estado activos durante la época histórica. También han sido objeto de estudio el Cerro Galán y el complejo Puricó, mientras que la mayor erupción histórica en la ZVC ocurrió en Huaynaputina en el 1600. La zona tiene una característica corteza gruesa (50 a 70 km (31,1 a 43,5 mi)), además de rocas volcánicas con ratios isotópicos peculiares de oxígeno y estroncio comparados a la zona volcánica sur (ZVS) y norte (ZVN).
Comúnmente se establece la altura máxima del Sillajhuay en 5995 metros (19 669 pies), pero altitudes mayores o menores a 5982 m (19 626 pies) también son posibles, lo que lo convierte en el punto más alto de la región. Es parte de un macizo mayor que se eleva unos 2000 m (6562 pies) por encima del terreno plano y pedimentado circundante, con elevaciones medias de 5030 m (16 503 pies). Cumbres subsidiarias al macizo incluyen al Cerro Carvinto, de 5060 m (16 601 pies) de altura y ubicado al suroeste del Sillajhuay, el Cerro Picavilque de 5403 m (17 726 pies) al oeste-noroeste, el Cerro Irpa de 5234 m (17 172 pies) al sureste, el Candelaria hacia el este y el Morro Chuncaron de 5874 m (19 272 pies) al noreste del volcán. En general, el macizo se alarga hacia el noreste, por lo que las zonas de cumbres son poco accesibles. Sobre los 4100 m (13 451 pies) de altura la glaciación ha erosionado el macizo, lo que ha degradado el volcán al punto de no tener cráteres reconocibles, mientras que debajo de esa elevación las formaciones volcánicas se visualizan más claramente. El volcán fue la fuente de flujos de lava de entre 30 a 90 metros (98,4 a 295,3 pies) de espesor que alcanzaron longitudes de alrededor 14 a 5 kilómetros (8,7 a 3,1 mi) y dieron origen a los valles que se forman a su alrededor. Más al oeste se encuentran los Cerros de Quimsamchata que forman una cadena volcánica con Sillajhuay.

### Glaciación
El firn, incluyendo los penitentes de la montaña, se producen a altitudes mayores a los 5750 metros (18 865 pies) y son visibles a larga distancia. No hay presencia de glaciares activos o en movimiento a menos que se encuentren cubiertos bajo la nieve. Sin embargo, algunas fuentes consideran el firn del Sillajhuay un glaciar, en cuyo caso sería el más meridional al norte de la diagonal árida de los Andes. Entre 1989 y 2011 el firn perdió más de la mitad de su superficie, pérdida interrumpida por algunos pequeños avances, y es probable que siga retrocediendo. Entre 2000 y 2003 se contabilizó en 0,03 kilómetros cuadrados (0,012 mi²) la pérdida de hielo.
Durante el Cuaternario tardío hubo una extensa glaciación en la montaña, con unos nueve glaciares alrededor además de una antecima al sur. Los antiguos glaciares alcanzaron longitudes de 11 km (7 mi) y sus lenguas descendieron a altitudes de 4240 m (13 911 pies) en los flancos norte, este y sur, lo que dejó estrías glaciares bien desarrolladas, además de valles glaciares y varios tipos de morrenas. En el flanco este se encuentran las morrenas más bajas, en el norte están las más altas y al sur alcanzan alturas intermedias. Antiguo till ha sido invadido por pórfido. La extensión de la erosión glaciar sugiere que en el Sillajhuay ocurrieron dos períodos glaciares. Se puede encontrar glaciar de roca en la zona sur de la montaña y en el valle del Rincón Tucuruma, alrededor de los 4240 m (13 911 pies) de altitud y con longitudes que alcanzan los 500 m (1640 pies). Es común hallar en el flanco norte-noroeste del macizo terreno que ha sufrido solifluxión, además de otras superficies comunes generadas por procesos periglaciares.

### Hidrografía
La erosión ha generado valles escarpados en el macizo, que incluyen, en el sentido de las agujas del reloj: Río Blanco al sureste, Ricon Tacurma al sur, Quebrada Mina Chucha al suroeste, Quebrada Seca al noroeste y Quebrada Quisimachiri al norte-noroeste. Los valles llegan a la meseta de la cumbre y tienen ríos perennes, otros adicionales tienen arroyos efímeros que suelen estar vinculados con abanicos aluviales, donde se deposita material erosionado. Hay manantiales de azufre activos en la cima.
Los valles bajo el volcán presentan pendientes abruptas: por ejemplo, Río Blanco tiene un desnivel de 1,1 kilómetros (0,68 mi) sobre 2 kilómetros (1,2 mi). Todos los drenajes del Sillajhuay finalmente llegan al este, hacia el salar de Coipasa. En el flanco sur, Río Blanco y Ricon Tacurma drenan hacia el río Ocacucho, donde anteriormente estuvo el paleolago de Cancosa, al sur del Sillajhuay. Hay evidencia que durante el Chibaniense un deslizamiento de tierra de la montaña generó un embalse en el río Cancosa y creó un cuerpo de agua, donde se depositó la formación de los estratos de Cancosa. Más al oeste, los drenajes convergen hacia la pampa del Tamarugal.

## Geología
La placa de Nazca y Antártica subducen bajo la placa sudamericana en la fosa de Perú-Chile a un ritmo de 7 a 9 centímetros (2,8 a 3,5 plg) y de 2 centímetros (0,8 plg) por año, respectivamente, lo que lleva a actividad volcánica y eventos geotérmicos en los Andes. El vulcanismo actual ocurre en cuatro cinturones diferentes: la ZVN (entre 2°N–5°S), la ZVC (16°S–28°S), la ZVS (33°S–46°S) y la zona volcánica austral (ZVA) (49°S-55°S). Entre ellos se cuentan alrededor de 60 volcanes activos y 118 que mostraron actividad durante el Holoceno, sin incluir campos volcánicos silícicos de gran tamaño y potencialmente activos o los monogenéticos demasiado pequeños. Los cinturones de vulcanismo activo se encuentran en la zona donde la placa de Nazca subduce bajo la Sudamericana en un ángulo mucho mayor, mientras que en las brechas volcánicamente inactivas la subducción es más superficial. Por lo tanto, no hay astenosfera intermedia en las brechas generadas entre la placa subductora y la superpuesta.
Entre los volcanes más antiguos de la región están los andesíticos efusivos del Eoceno, conocidos como formación Icanche, además de sus cuerpos subvolcánicos asociados, como el complejo intrusivo Alantaya, que también incluyen plutones granodioríticos a tonalíticos. Durante la fase de deformación incaica del Eoceno-Oligoceno, el terreno fue levantado, erosionado y posteriormente cubierto por ignimbritas riolíticas, llamadas formación Utayane. Junto con la Formación Utayane, el vulcanismo andesítico dio lugar al emplazamiento de otras formaciones de lava andesítica como las Formaciones Puchuldiza y Chojña Chaya. El volcanismo de ignibritas riolíticas continuó y se vio acompañado durante el Mioceno por el crecimiento de la cordillera. Los grandes volcanes centrales se desarrollaron durante el Mioceno y el Plioceno, período en que se desarrolló el Sillajhuay. En su mayoría no están erosionados ni afectados por la deformación tectónica, pero las montañas han sufrido la alteración provocada por al menos dos ciclos de glaciación.

### Local
La geografía regional se caracteriza por cadenas montañosas de dirección norte-sur, separadas por llanuras relativamente planas cubiertas con sedimento Cuaternario. El Sillajhuay se encuentra sobre viejas ignimbritas que, a su vez, se emplazaron sobre rocas graníticas, sedimentarias y volcánicas de edad Paleozoica a Mesozoica. Algunas de estas ignimbritas han sido identificadas como la ignimbrita Oxaya, de 19,38 millones de años, la ignimbrita Ujina Tsu, mucho más joven, y finalmente la ignimbrita Pastillos.
El estrés tectónico durante el proceso de subducción llevó a la formación de un horst del que forma parte Sillajhuay, perpendicular al rumbo principal de los Andes y donde aumentó la formación de lava. La montaña también es parte de la cadena montañosa de la Serranía Intersalar, que separa a los salares de Coipasa y Uyuni y carece de actividad volcánica reciente. Al norte del Sillajhuay se encuentra aislado el Nevado Cariquima, el centro volcánico de Churullo se halla al noroeste y la cadena montañosa de Pumiri se ubica al noroeste, lo que conforma al resto de hitos vecinos.
El cráter está formado de dacita, pórfido, depósitos de fumarolas y pórfido con azufre de coloración amarilla. Las rocas volcánicas definen una serie calcoalcalina rica en potasio. Los fenocristales incluyen plagioclasas, con una menor frecuencia de biotita, hornblenda y cuarzo. Las relaciones isotópicas de las rocas volcánicas indican una fuerte influencia de la corteza terrestre en los magmas que entraron en erupción en Sillajhuay.

## Clima y vegetación
La montaña se encuentra en una región árida y presenta un clima montañoso, con temperaturas que pueden descender durante la noche bajo los −20 °C (−4,0 °F). Las precipitaciones ocurren principalmente durante el verano y rondan los 200 milímetros (mm) por año a los 4500 m de altura y entre 300-400 mm anuales sobre los 5000 m, aunque en ocasiones pueden llegar a superar los 400 mm. Gramíneas y arbustos con troncos extraños conforman la flora del lugar, principalmente hacia el flanco este del volcán y en ocasiones llegando a gran altura. Entre las especies de plantas que se desarrollan en el área se encuentra la yareta.
El clima seco tiene su origen en la acción del Anticiclón del Pacífico Sur, potenciado por la corriente de Humboldt en la costa, que enfría la atmósfera y reduce la evaporación. Solo durante los meses de verano hay presencia de humedad por convección en el Altiplano boliviano, lo que lleva a que predominen las precipitaciones en esta época. Mientras tanto, más al sur el clima se vuelve incluso más seco. A veces la gota fría alcanza al Sillajhuay en invierno, pero es poco común. En el pasado —por ejemplo, hace 28 000, 8000 y 3700-1500 años— el clima era más húmedo y esto provocó frecuentemente el avance de glaciares cuando hacía suficiente frío. En contrapartida, los glaciares en Sillajhuay pueden haber mejorado el suministro de humedad a otras montañas de la zona, como en Chuquiananta, permitiéndoles que también desarrollaran glaciares.
La fuerte insolación lleva a una gran variación de temperatura diurna en la montaña, con una gradiente térmica de alrededor de 45 °C (113 °F) y que en algunos ambientes puede llegar a ser mayor a 80 °C (176 °F), lo que produce termoclastia. El calentamiento también origina brisas valle-montaña, nubes convectivas y en ocasiones trombas terrestres.

## Actividad humana
El primer ascenso registrado al Sillajhuay fue del alemán Federico Ahlfeld en 1926. La cumbre del Sillajhuay se puede escalar y cuenta con ruinas incas en la cima. Hay varias ruinas de este tipo a gran altitud en los Andes, por ejemplo en Llullaillaco, pero este yacimiento arqueológico fue descubierto en 2013 por el alpinista escocés John Biggar. La minería se desarrolla al este del Sillajhuay, con minas de azufre con depósitos estimados de 3 200 000 toneladas de mena con 47 % de azufre. También se ha evaluado la posibilidad de obtener energía geotérmica en la zona.

## Historia eruptiva
Se considera que el volcán en su conjunto pertenece al Plioceno-Pleistoceno, pero la falta de estudios detallados impide entregar períodos precisos de actividad volcánica. La fuerte modificación glaciar implica que el vulcanismo en Sillajhuay tuvo lugar durante el Pleistoceno más antiguo. La edad máxima de 730 000 ± 160 000 años está fijada por la edad de las ignimbritas subyacentes, aunque las dataciones obtenidas directamente en las rocas volcánicas de Sillajhuay implican edades de hasta 2,47 ± 0,06 millones de años. La mayor parte de su actividad volcánica fue hace 600 000-400 000, con la datación potasio-argón arrojando una edad de 890 000-500 000 años atrás. La actividad más reciente pudo formar llanuras de grava en los valles fluviales, cuando el calor de la erupción derritió el permafrost de la cima.
Sin embargo, entre 2007 y 2010 se observó un levantamiento de 6 centímetros (2,4 plg) en un área de 30 kilómetros (19 mi) de ancho del Sillajhuay. Además se ha registrado actividad sísmica y es posible observar aguas termales cerca de la montaña, incluyendo el campo de Pampa Lirima 25 kilómetros (16 mi) al suroeste. Estos patrones indican que todavía podría haber magma en el volcán y que debería clasificarse como potencialmente activo.

## Etnografía
Las comunidades aimaras consideran al cerro Sillajhuay como un protector de la zona, al cual rinden culto. La comunidad de Cariquima ofrendaba al Sillajhuay, a Mama Huanapa (el Cerro Cariquima) y al Tata Sabaya, sibario, mullu, copal, limpe, maíz blanco y negro y troche, junto con el sacrificio de una llama, para que trajeran lluvias y favorecieran otros aspectos de la economía.
Existen diversas leyendas aimaras que vinculan al cerro Sillajhuay con los cerros Tata Sabaya y Mama Huanapa. Una versión señala que el Tata Sabaya cortejó a Mama Huanapa, quien estaba casada con el Sillajhuay. Éste, en respuesta, le lanzó una piedra con una honda a la cabeza del Tata Sabaya, causándole la fisura en exhibe en su cima. Mama Huanapa finalmente se estableció entre los dos cerros, mientras que sus tres hijos permanecieron con el Sillajhuay (las tres montañas adyacentes a éste). Otra versión señala que Mama Huanapa se enamoró de Sillajhuay, entonces un joven pastor, y este la invitó a venirse a su lado. Mama Huanapa, que estaba embarazada de seis meses, aceptó y se llevó a su pequeña hija. El Tata Sabaya al enterarse comenzó una batalla con Sillajhuay, hasta que este último le tiró un hondazo en la cabeza que le rompió los dientes, escupiéndolos hacia el salar de Coipasa.